# 奥尔赛因茨
奥尔赛因茨（All Saints）是加勒比海島國安提瓜和巴布達的安提瓜島聖約翰區的一個城鎮，也是該國第二大城鎮（僅次於該國首都聖約翰），位於該島中部，距離該國首都聖約翰東南8公里，2012年人口5,125人。